# Mitopus
Mitopus is een geslacht van hooiwagens uit de familie Phalangiidae (Echte hooiwagens).
De wetenschappelijke naam Mitopus werd voor het eerst geldig gepubliceerd in 1876 door Tamerlan Thorell. 

## Soorten
Mitopus omvat de volgende 9 soorten:
- Mitopus dorsalis
- Mitopus ericaeus
- Mitopus glacialis
- Mitopus koreanus
- Mitopus mobilis
- Mitopus mongolicus
- Mitopus morio
- Mitopus obliquus
- Mitopus projectus